# 특근 (웹 드라마)
특근은 대한민국의 웹 드라마이며 총 4부작으로 구성되어 있다. 네이버 웹툰에서 특근 (웹 드라마)가 있다.

## 줄거리
대한민국에 괴수가 나타나 인간 사냥을 하기 시작한다. 정체불명인 괴수가 무차별로 사람을 잡아먹고 또 한 사람은 전화를 하기 위해 자신이 일하던데까지 도망쳤지만 매구는 먹잇감을 놓치지 않는다. 결국에는 죽고 마는데! 도심에 나타난 괴수 매구를 잡기 위해 괴수를 잡는 1급 국가 비밀 조직 일명 B.U.G가 급파가 된다 베테랑이자 박정봉과 원칙주의자와  열혈 신참까지 함류해 대한민국 최고 특수 요원의 반격이 시작된다.

## 등장 인물

### 주요 인물
- 김상중 : 박정봉 역
- 김강우 : 김효찬 역
- 주원 : 서기웅 역

### 그 외
- 박충선 : 사장 역
- 권은수 : 지원팀 역
- 박예주 : 여인 역
- 최정서 : 경비 역
- 서봉균 : 배달원 역
- 배천수 : 다른 경비원 역
- 전운종 : 의사 / 라디오 목소리 역
- 서울 : 경비원 (목소리) 역

### 특별출연
- 이유영 : 매구 역